# Mutisia
Mutisia je rod rostlin z čeledi hvězdnicovité. Jsou to vytrvalé keře, polokeře nebo úponkaté liány se střídavými, jednoduchými nebo zpeřenými listy a drobnými až velkými úbory. Květy jsou opylovány hmyzem nebo kolibříky. Plodem je nažka s chmýrem. Rod zahrnuje 65 druhů a je rozšířen výhradně v Jižní Americe, zejména v Andách. Některé druhy jsou poměrně vzácně pěstovány jako okrasné rostliny.

## Popis
Zástupci rodu Mutisia jsou vytrvalé, beztrnné, šplhavé nebo vzpřímeně rostoucí keře nebo polokeře, případně liány. Listy jsou střídavé, přisedlé nebo krátce řapíkaté, buď jednoduché s celistvou nebo zpeřeně členěnou čepelí, nebo zpeřené se středním žebrem vybíhajícím v jednoduchý, trojklaný nebo pětiklaný úponek. Čepele listů mohou být celokrajné nebo se zubatým okrajem.
Úbory jsou drobné až velké, vzpřímené či převislé, jednotlivé, krátce až dlouze stopkaté, vyrůstající naproti listu nebo vrcholové, s plochým nebo vypouklým lůžkem. Květy mohou být žluté, oranžové, růžové, purpurové nebo bílé. Zákrov je válcovitý až zvonkovitý, ze střechovitě se kryjících listenů. Na okraji úboru bývá několik až mnoho samičích paprsčitých květů, u některých druhů však chybějí. Tři vnější korunní lístky těchto květů jsou srostlé v trojzubou ligulu, dva vnitřní jsou volné. Trubkovité květy na disku jsou oboupohlavné, s vnějšími korunními lístky srostlými v trojklanou ligulu a vnitřními dvěma čárkovitými, na bázi srostlými.
Tyčinky dlouze vyčnívají z květů. Plodem je vřetenovitá nebo válcovitá, hladká nebo žebernatá nažka s jednořadým chmýrem na vrcholu.

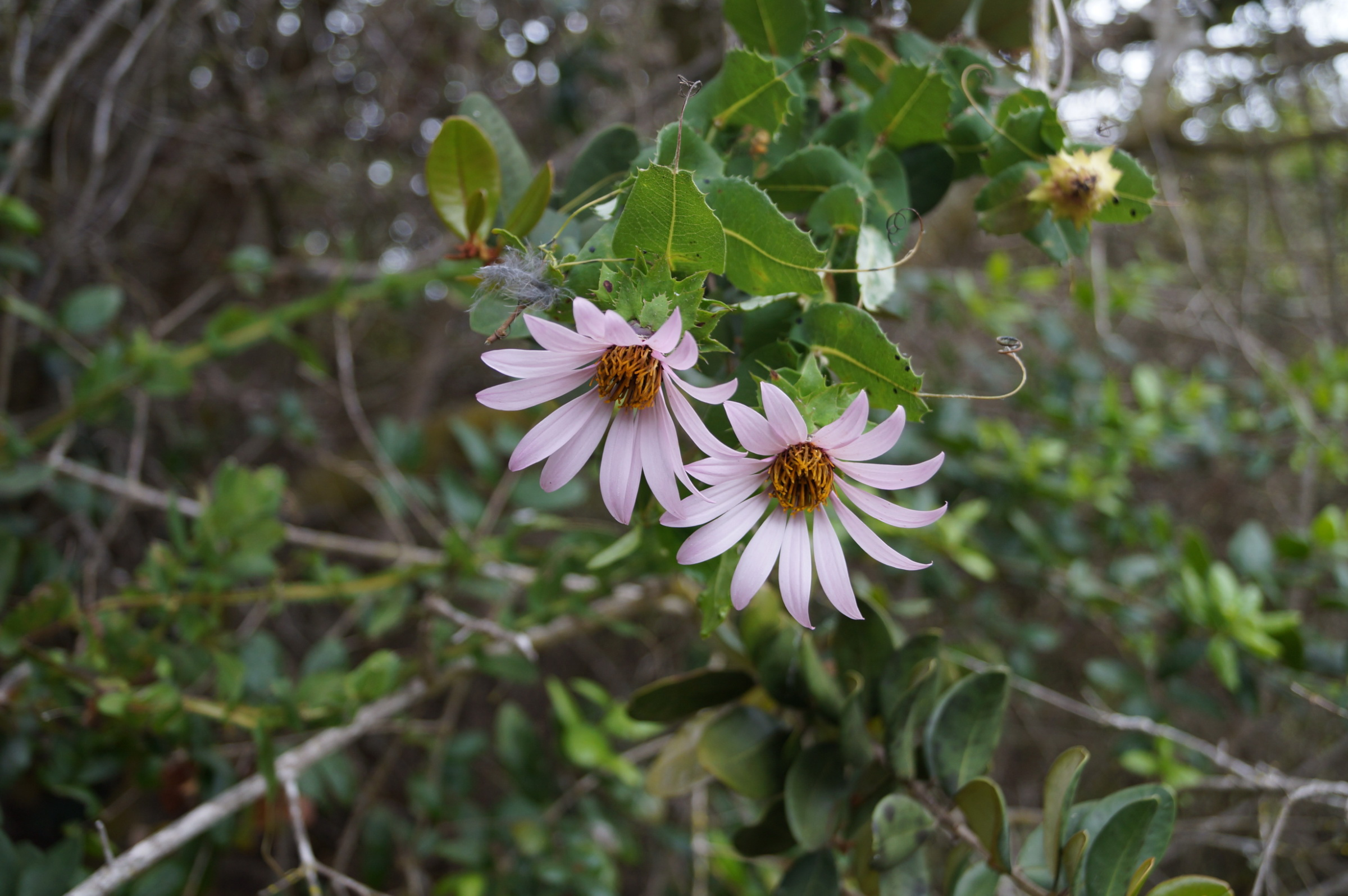
Mutisia latifolia
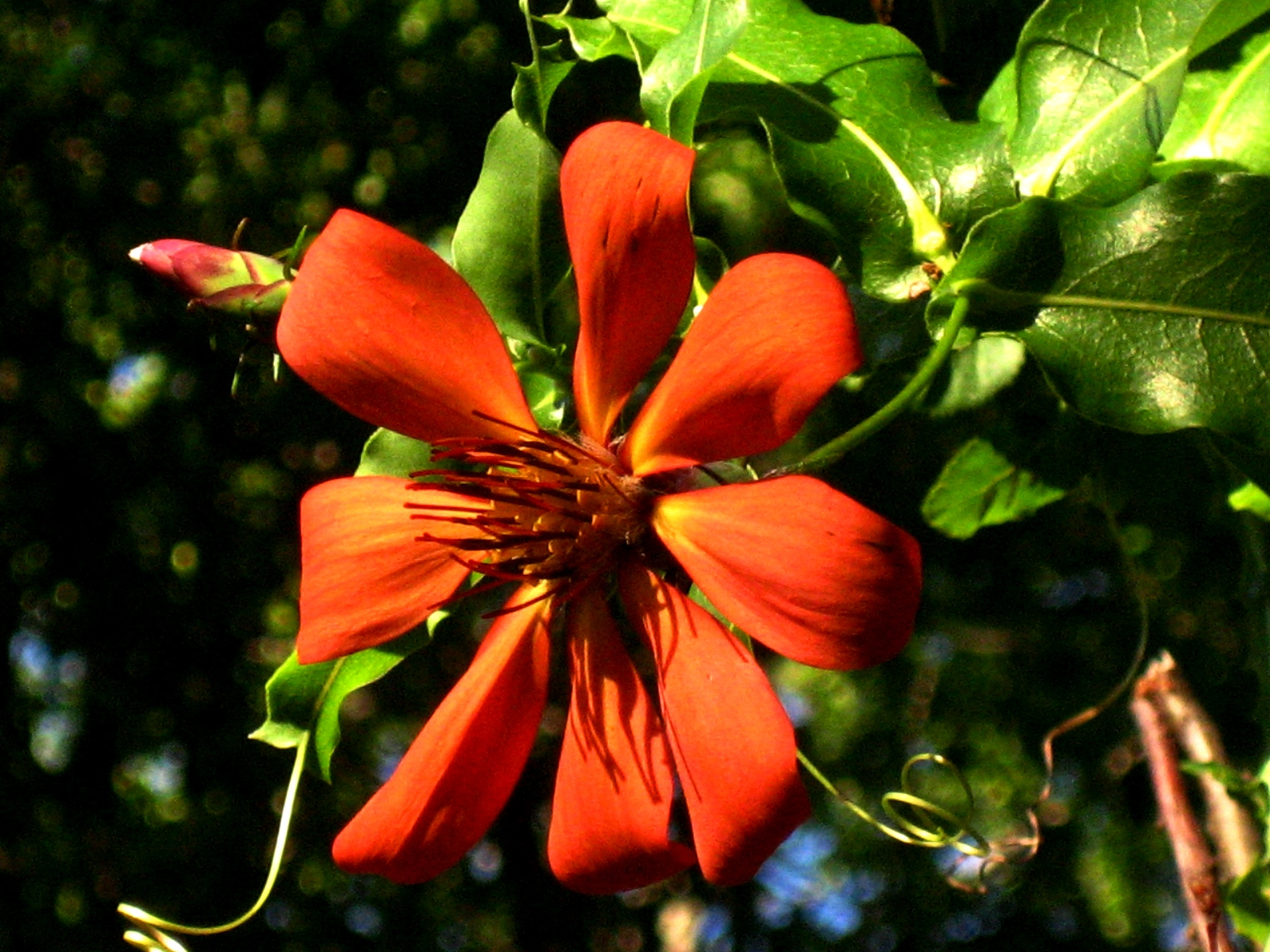
Mutisia cana
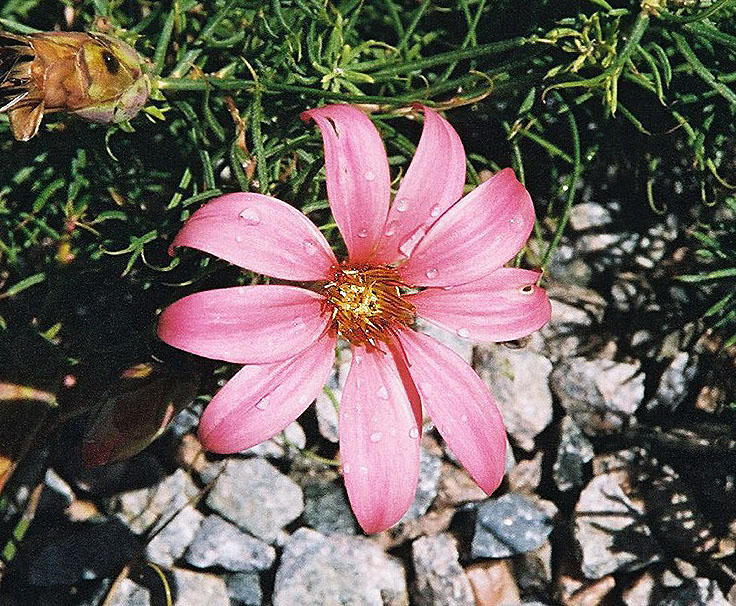
Mutisia subulata s jehlicovitými listy
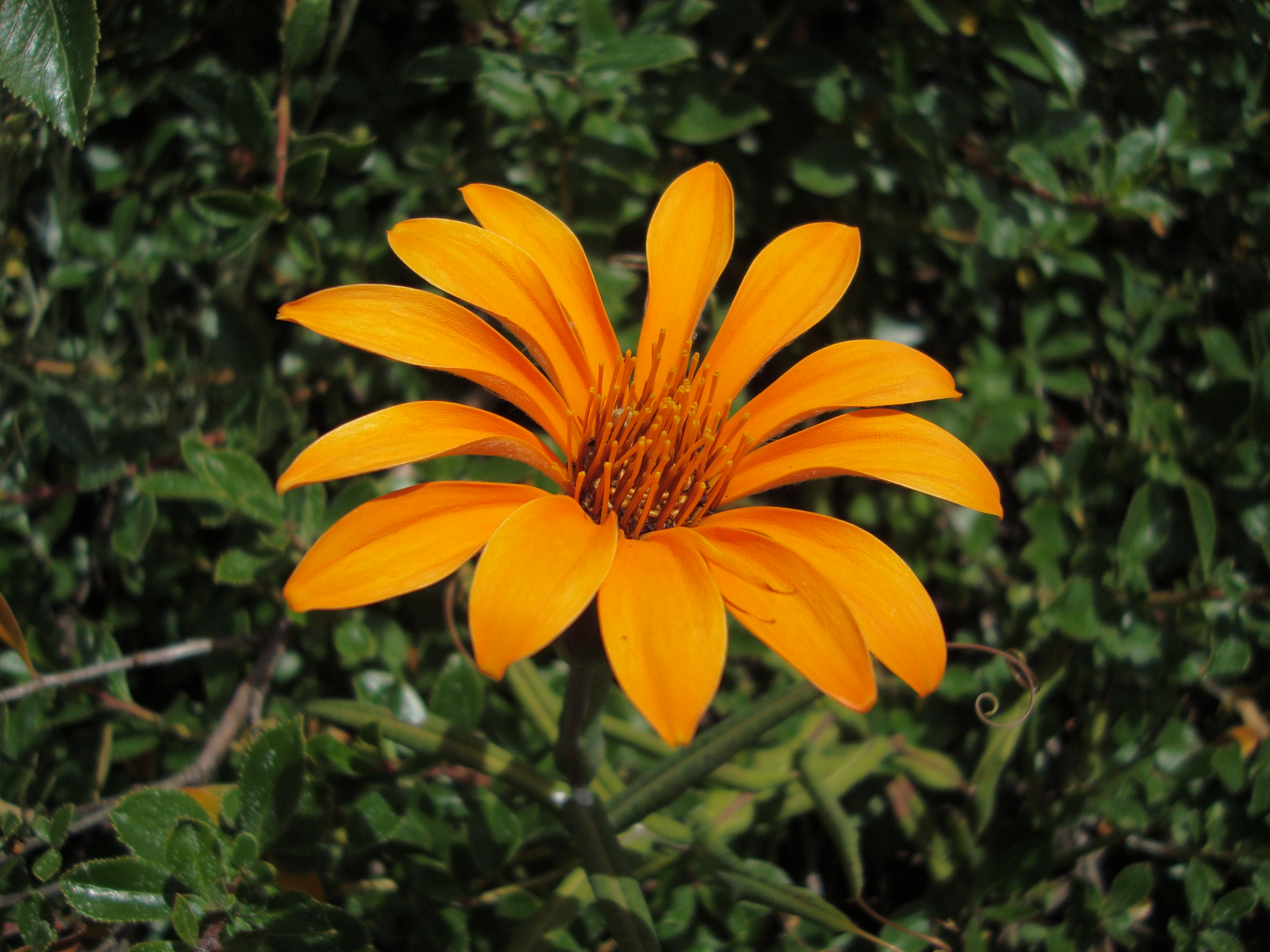
Mutisia decurrens
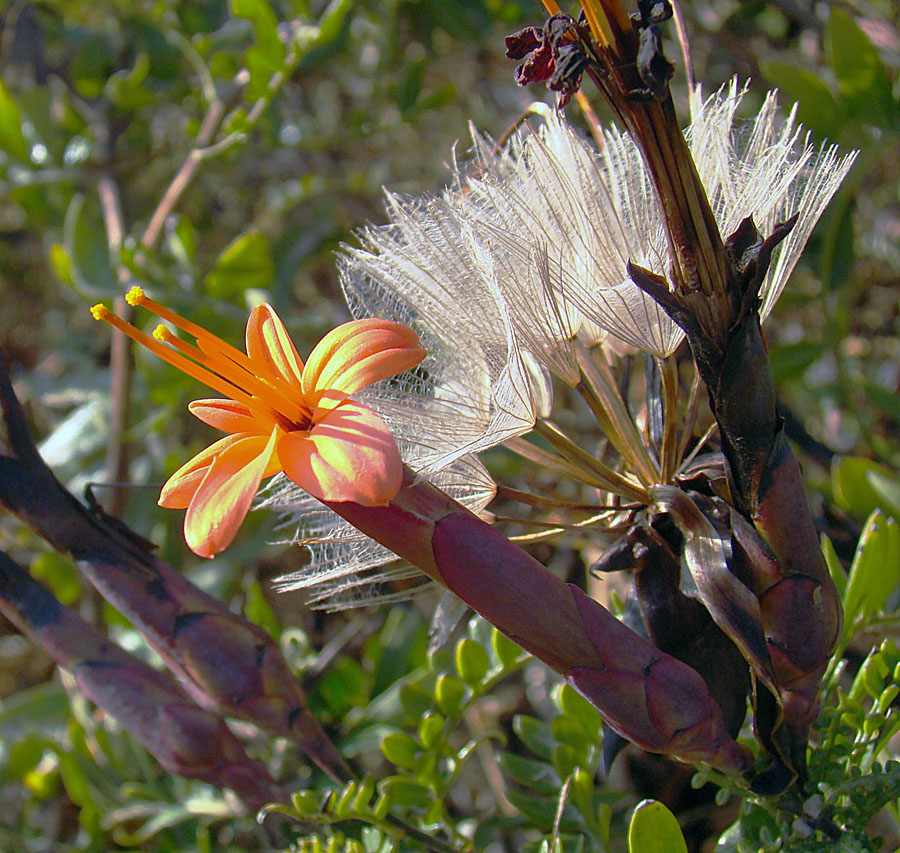
Úbor a plodenství Mutisia acuminata

## Rozšíření
Rod Mutisia zahrnuje 65 druhů. Je rozšířen výhradně v Jižní Americe.

Rod má dva nespojité areály, z nichž jeden zahrnuje téměř celý hřeben jihoamerických And od Kolumbie po Patagonii, druhý se nachází v oblasti atlantického lesa v jižní a jihovýchodní Brazílii a Paraguayi a okrajově zasahuje i do Bolívie, severovýchodní Argentiny a Uruguaye. Největší počet druhů roste ve středním Chile, zatímco největší úroveň endemismu je v Ekvádoru. V oblasti atlantického lesa se vyskytují pouze 4 druhy.
V Andách osidlují tyto rostliny i v alpínské biotopy páramo a puna a některé druhy vystupují i do nadmořských výšek nad 4000 metrů.

## Ekologické interakce

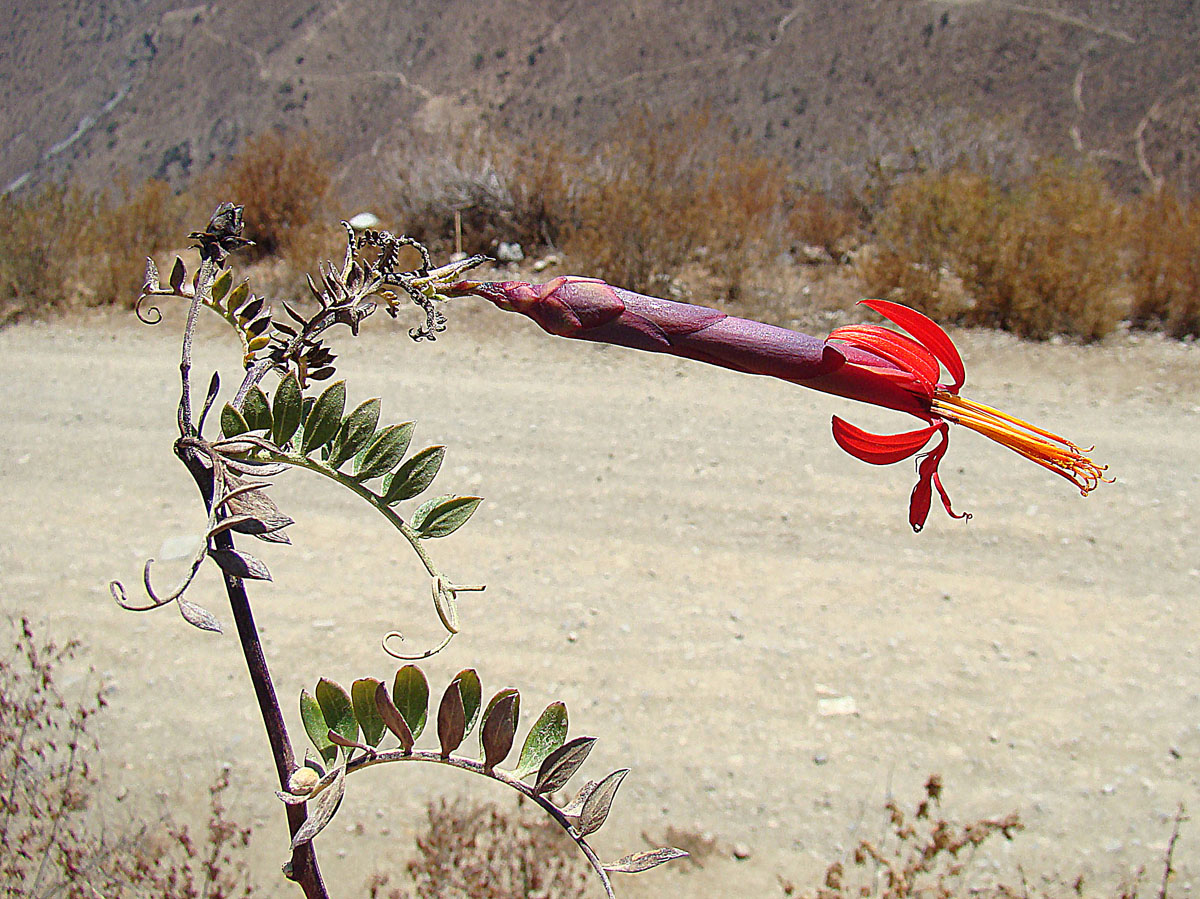
Mutisia acuminata, jeden z druhů opylovaných kolibříky

Květy Mutisia jsou opylovány buď hmyzem, nebo kolibříky. Druhy specializované na opylování kolibříky se vyznačují převislými, úzkými úbory a purpurovými květy. Náleží mezi ně např. Mutisia grandiflora, M. acuminata, M. viciifolia, M. coccinea, M. campanulata, M. speciosa a M. ochroleuca. Hmyzosprašné druhy mívají vzpřímené, drobnější a ploché úbory a květy jiných barev.

## Taxonomie
Rod Mutisia je v rámci čeledi Asteraceae řazen do podčeledi Mutisioideae a tribu Mutisieae.

## Význam

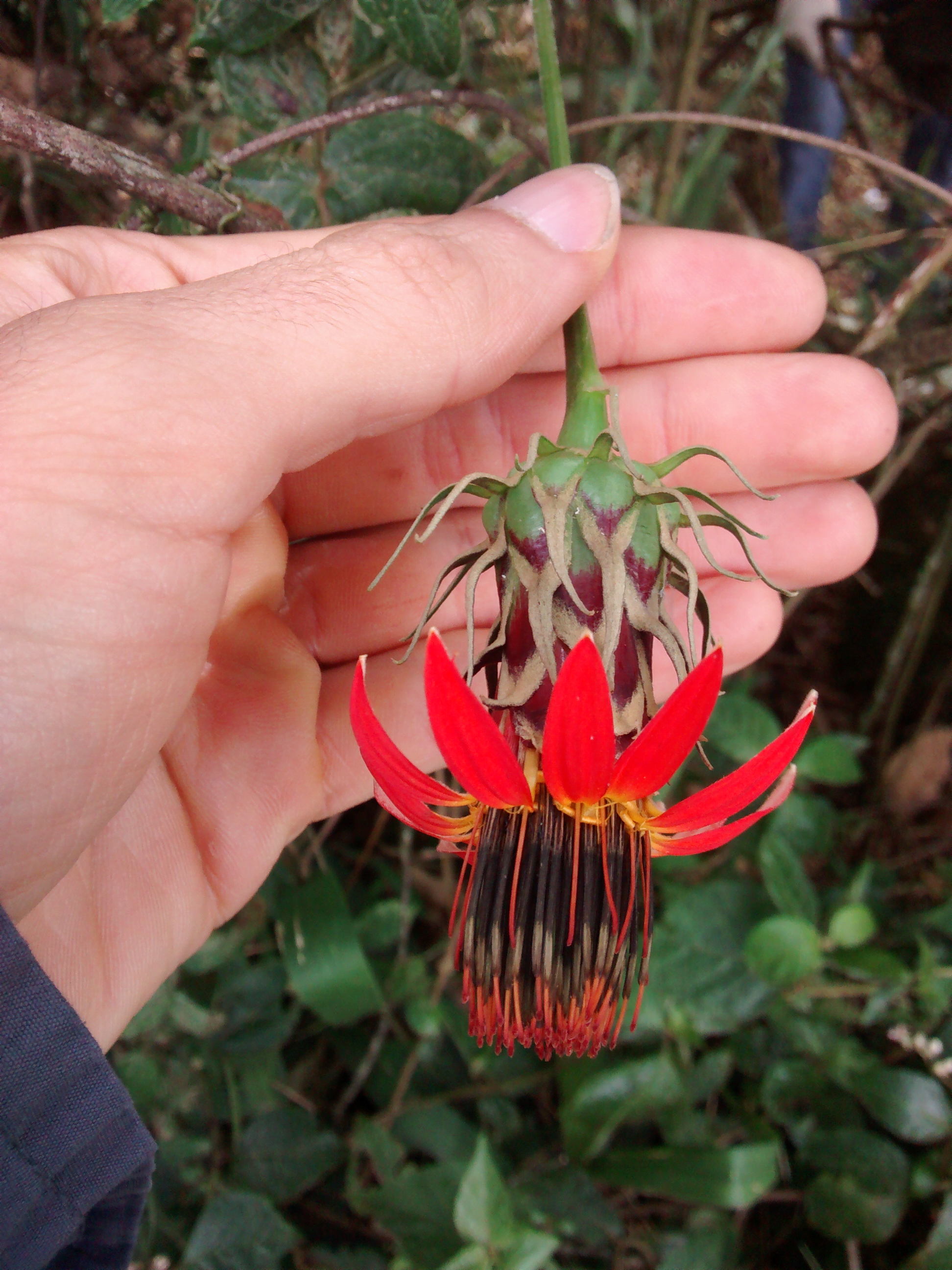
Pohledný úbor Mutisia coccinea

Význam rostlin rodu Mutisia je spíše okrajový. Výjimečně jsou pěstovány jako okrasné rostliny a i ve sklenících botanických zahrad se s nimi ze setkat zřídka.
Mutisia hamata je v Chile používána k zastavení krvácení při menstruaci a porodu.